# Rastrelli (attore)
Rastrelli, pseudonimo di Amédée Rastrelli (fl. XX secolo), è stato un attore, regista e sceneggiatore francese.

## Biografia
Attore francese, Rastelli fu anche un combattente e i giornali riportarono la notizia che già il terzo giorno dopo la dichiarazione di guerra, l'artista si era arruolato nell'esercito francese. Partecipò alla battaglia della Marna e ottenne una medaglia di guerra.
Apparso in alcune comiche, fu notato dalla Essanay, una casa di produzione di Chicago che lo mise sotto contratto per una serie di film da girare negli Stati Uniti.

## Filmografia
- Hard Luck, regia di Arthur Hotaling - con il nome Amédée Rastrelli (1917)
- The General, regia di Arthur Hotaling - con il nome Amédée Rastrelli  (1917)
- A Depot Romeo, regia di Arthur Hotaling - con il nome Amédée Rastrelli  (1917)
- Lunch, regia di Arthur Hotaling - con il nome Amédée Rastrelli  (1917)